# 劉薫愛
劉 薫愛（アリシア・リウ、Alicia Liu、1986年6月12日 -）は、台湾桃園県出身のタレント、モデルである。本名は劉 子華。

## 出演

### CM
- コカ・コーラ（2008年）
- 天美意（2008年）
- 生死格鬥 ONLINE（Ayane）（2009年）
- 人力銀行劉備三顧茅廬篇（2009年）
- emome甲虫機（2009年）
- 世界之美，盡在台東（2009年）

### MV
- 李玖哲-蒼天

### テレビ番組
- 斉天大勝-時尚女王（2006年11月18日・12月30日）
- 三隻小豬
- 但是又何奈（2009年4月27日）
- 数位遊戯王（2008年6月7日・8日・21日・28日、中視無線台）
- 速配男女（2008年3月26日）
- 綜芸大哥大（中視無線台）
- 綜芸2人傳（2010年1月5日）
- 國光幫幫忙（三立都會台）
- 全民最大黨（中天電視）
- 康熙來了（2010年2月22日・23日・3月2日）